# エアロック
エアロック（英語: airlock）とは、圧力容器内の気圧低下と空気の損失を最小限にしつつ、人間や物体などを圧力容器の内外に通過させる装置である。エアロックは2枚の気密扉が順に並んでいて、それらが同時には開かないようになっている。気閘（きこう）とも呼ばれる。

## 原理
エアロック内（扉の間の空間）の気圧は、次の扉を開く前に、その向こう側の環境の気圧と等しくなるように調整される。ゆっくりと圧力を変えれば気温の変動は最小限となり（ボイルの法則を参照）霧や凝縮の発生が抑えられるとともに、気密材に対する応力の変化が緩やかになり、与圧服や宇宙服での作業の安全を確認することができる。スキューバダイバーのように、特に保護されていない人間に加えられている圧力が変化する状況では、体内空洞の圧力を等しく保ったり減圧症を防ぐためには、圧力をゆっくりと変化させることが重要である。

## 例
エアロックには、以下のような使用例がある。
- 潜水作業員やダイバーが潜水艦から出て水の中に入れるようにする。魚雷発射管やエスケープトランクもエアロックの役割をしている。
- 宇宙飛行士が、宇宙船内と、真空に近い船外とを出入りする際に用いられる。世界初の宇宙用エアロックは、1965年3月に打ち上げられたボスホート2号に使い捨てのタイプが装備された。

　米国はスカイラブ、スペースシャトルでエアロックを装備したが、それ以前の有人宇宙船は機体が小さかったためエアロックは装備できなかった。このため、船外活動を行う際には船内全体を真空状態に減圧しなければならなかった。国際宇宙ステーションでは、ロシアのエアロック装備ブロックであるピアース (ISS)とズヴェズダ、共同で使えるブロッククエストの2種類が装備されている。また、2020年に12月6日にスペースX CRS-21によって打ち上げられたナノラックス・ビショップ・エアロックという民間企業が開発した初のエアロックがISSにドッキングされた。
- 東京ドームのような、気圧を利用して形を保つ構造物
- 原子炉や生化学研究所、クリーンルームなど、安全や性能を確保するため、出入り口における空気流を一定の方向に保つ必要があったり、施設内が外気と直接接触してはまずい場合

## 類似の装置
寒冷地では、2枚の扉をエアロックのような構造で出入り口に配置する風除室を設けることがある。二重扉は気密ではないが、暖かい空気の流出を減らすことができる。回転扉も同じ目的で使われることがある。また、運河で使われる水門（閘門）も同じ原理である。

## フィクションにおけるエアロック
SF作家のH・ビーム・パイパーは、"Uller Uprising" という小説で扉が4つある（つまり調整室が3つある）エアロックを提案した。その小説では、構造物の内部の大気は呼吸可能だが、外部の大気は毒性の強いものであった。エアロックの扉は一度に1枚だけ開くことになっていて、3つのうち中央の調整室は常時真空に保たれるようになっていた。この構造により、外部の大気が内部へ流入することを最小限に抑えられるだろうことが示された。